# Lliga japonesa de beisbol
La lliga japonesa professional de beisbol (日本野球機構), de vegades coneguda com a NPB (segons les sigles en anglès Nippon Pro Baseball) és la principal competició de beisbol al Japó. Al Japó se la coneix popularment com "puro yakyū" (プロ野球), que significa "beisbol professional".
La competició fou creada el 1936, i el 1950 va prendre el format actual de dues lligues: la Lliga Central i la Lliga del Pacífic.
Els equips que la componen actualment són els següents:
Lliga Central
- Chūnichi Dragons (中日ドラゴンズ) de Nagoya.
- Hanshin Tigers (阪神タイガース) de Nishinomiya, Hyōgo.
- Hiroshima Carp (広島東洋カープ) d'Hiroshima.
- Tokyo Yakult Swallows (東京ヤクルトスワローズ) de Tòquio.
- Yokohama DeNA BayStars (横浜DeNAベイスターズ) de Yokohama.
- Yomiuri Giants (読売ジャイアンツ) de Tòquio.

Lliga del Pacífic
- Chiba Lotte Marines (千葉ロッテマリーンズ) de Chiba.
- Fukuoka SoftBank Hawks (福岡ソフトバンクホークス) de Fukuoka.
- Hokkaidō Nippon Ham Fighters (北海道日本ハムファイターズ) de Sapporo.
- Orix Buffaloes (オリックス・バファローズ) de Ōsaka.
- Saitama Seibu Lions (埼玉西武ライオンズ) de Tokorozawa, Saitama.
- Tōhoku Rakuten Golden Eagles (東北楽天ゴールデンイーグルス) de Sendai.